# Évariste (pape)
Pour les articles homonymes, voir Évariste.
Évariste (grec : Ευάριστος) est pape vers 98 jusqu'à sa mort vers 105. Il est vénéré comme saint par l'Église orthodoxe orientale, l'Église catholique et l'Église des trois conciles. Il est probable que l'apôtre Jean soit mort pendant son règne, marquant la fin de l'âge apostolique.
Dans les catalogues pontificaux du IIe siècle utilisés par Irénée de Lyon et Hippolyte de Rome, il apparaît comme le 5e évêque de Rome,, successeur de Clément Ier. Le Catalogus Liberianus lui donne comme nom Aristus.
Presque toutes les informations connues à son sujet sont légendaires.

## Biographie

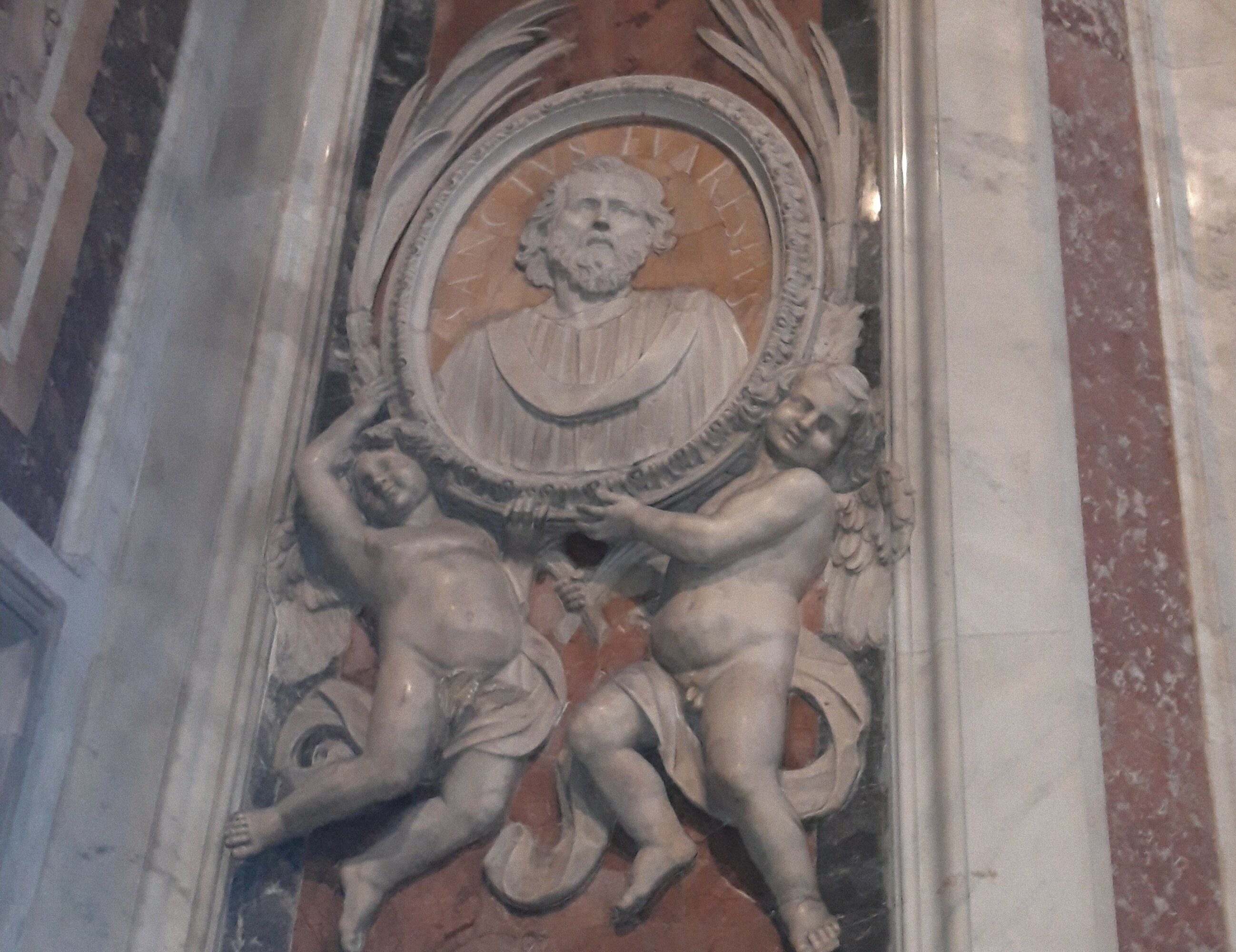
Évariste, bas-relief sur une colonne de la nef gauche de la basilique Saint-Pierre du Vatican.

On ne sait pas grand-chose non plus de sa vie car les sources historiques les plus anciennes ne nous donnent rien de très certain le concernant et ne concordent pas quant aux dates et durée de son pontificat : selon le Liber Pontificalis, il serait grec de naissance, fils d'un juif nommé Juda, originaire de la ville de Bethléem.  
Il est élu sous le règne de l'empereur romain Trajan et succède à Clément Ier, exilé en Tauride au moment de la persécution des chrétiens dans la Rome antique sous l'empereur Domitien ou, plus probablement, de Trajan. On ignore si Évariste doit être considéré comme un vrai pape (et pas seulement un « adjoint ») à partir de l'année 97, lorsque Clément Ier s'exile, ou seulement à partir de 101, année où Clément meurt martyr en Tauride : Eusèbe de Césarée écrit dans son Histoire ecclésiastique : Clément, après neuf ans de pontificat (88–97) «... transmit le ministère sacré à Évariste ». 
Le Liber Pontificalis rapporte qu'Évariste est le premier à attribuer des titres aux prêtres de la ville et qu'il ordonne sept diacres pour l'aider dans les célébrations liturgiques, réorganisant l'Église de Rome avec la division du diocèse de Rome en paroisses. Cependant, cette affirmation du Liber est dénuée de tout fondement : elle attribue à Évariste une institution ultérieure de l'Église de Rome, en réalité postérieure de 150 ans.  
Selon le livre le Révérend John F. Sullivan, Évariste a décrété que « conformément à la tradition apostolique, le mariage doit être célébré publiquement et avec la bénédiction du prêtre ».
Eusèbe de Césarée, dans son Histoire ecclésiastique IV, I, déclare qu'il est mort la 12e année du règne de l'empereur Trajan après avoir occupé la charge d'évêque des Romains pendant huit ans.
L'affirmation du Liber Pontificalis selon laquelle il a été enterré près du corps de saint Pierre au Vatican, dans la tombe du saint sous la basilique Saint-Pierre est plus précise. Une autre tradition dit qu'il a été enterré dans l'église Santa Maria Maggiore alla Pietrasanta à Naples.
Les deux décrétales qui lui sont attribuées, l'une adressée aux évêques d'Afrique, l'autre à ceux d'Égypte, sont des faux. Elles font partie du complexe de contrefaçons médiévales connues sous le nom de Fausses décrétales.
Le Liber Pontificalis et Alexis-François Artaud de Montor le décrivent en outre comme « couronné du martyre » sous Trajan en même temps qu'Ignace d'Antioche,, cependant, il est répertorié sans le titre de martyr dans le Martyrologe romain, avec une fête le 27 octobre.